# Banshee (logiciel)
Pour les articles homonymes, voir Banshee (homonymie).
Banshee est un lecteur audio et vidéo libre utilisant les bibliothèques de l'environnement de bureau GNOME. Il fonctionne sur les systèmes d'exploitation GNU/Linux, Mac OS X en version bêta et Windows en version alpha.

## Historique
Banshee était appelé Sonance jusqu'en 2005.
Il a été développé par Aaron Bockover, Andres G. Aragoneses, Alexander Kojevnikov, Bertrand Lorentz et Gabriel Burt. De plus, le logiciel a bénéficié du soutien de la communauté.

## Fonctionnalités
Banshee utilise les bibliothèques Mono et Gtk# ainsi que le framework GStreamer, pour jouer, encoder et décoder des fichiers ogg, mp3 etc. Il peut également jouer et importer de la musique d'un CD audio (un système avancé de gestion des mots-clés - appelés aussi marqueurs (ou tags en anglais) - facilite la procédure) et supporte les iPods, les appareils sous Android et les lecteurs Creative Zen. Banshee supporte aussi le protocole HTTP et le Podcasting, ce dernier étant géré par un greffon inclus (25 greffons (ou « extensions ») sont actuellement inclus et il est possible d'en ajouter).

### Greffons
La structure de Banshee permet à l'utilisateur d'ajouter des greffons pour personnaliser son lecteur. On trouve ainsi les extensions suivantes :
- Audioscrobbler : Permet de publier les chansons écoutées sur un compte Last.fm, et de lire des radios last.fm.
- Partage de musique DAAP : Permet de partager des bibliothèques de musique avec iTunes et d'autres logiciels compatibles avec le protocole DAAP.
- Gestionnaire iPod : Permet de transférer des musiques, vidéos et images depuis ou vers un iPod.
- Complétion de metadata avec Musicbrainz : Retrouve automatiquement les données manquantes pour les morceaux de la bibliothèques, y compris les pochettes d'albums.
- Recommandations musicales de Last.fm : Basées sur la musique en cours.
- Greffon Mini-mode : Affiche une petite fenêtre avec les contrôles de lecture essentiels et les informations sur le morceau.
- Support des touches multimédia pour GNOME : Selon la configuration des touches par l'utilisateur.
- Icône dans la zone de notification : Ajoute une icône dans cette zone dans GNOME.
- Podcasts : Permet à Banshee de souscrire à des podcasts, qui seront mis à jour régulièrement.
- Radio : Permet de lire des radios provenant d'Internet.

## Plateformes
Il était fourni d'office avec Ubuntu sur les versions 11.04 et 11.10, en remplacement de Rhythmbox qui est redevenu le lecteur par défaut avec la version 12.04.
Les versions de Banshee pour Mac OS X sont considérées comme des versions bêta, tandis que les versions pour Windows seraient elles des versions alpha.

### Helix Banshee
Helix Banshee est une version de Banshee pour les anciennes versions de SUSE Linux et openSUSE. Cette version est basée sur le code de Banshee, avec une extension spécifique pour supporter le framework Helix en supplément de GStreamer pour la lecture et le transcodage.